# Jeurys Familia
Jeurys Familia (Santo Domingo, 10 ottobre 1989) è un giocatore di baseball dominicano, lanciatore di chiusura per i Philadelphia Phillies nella Major League Baseball (MLB).

## Minor League (MiLB)
Familia firmò come free agent amatoriale coi Mets nel 2007. Nel 2008 iniziò a livello rookie con i GCL Mets della Gulf Coast League "GCL", chiudendo con 2 vittorie e 2 sconfitte, 2.79 di media PGL (ERA) e .232 alla battuta contro di lui in 11 partite tutte da partente (51.2 inning). Nel 2009 giocò a livello A con i Savannah Sand Gnats della South Atlantic League "SAL" finendo con 10 vittorie e 6 sconfitte, 2.69 di ERA e .221 alla battuta contro di lui in 24 partite di cui 23 da partente (134.0 inning).
Nel 2010 giocò a livello A+ con i St. Lucie Mets della Florida State League "FSL" finendo con 6 vittorie e 9 sconfitte, 5.58 di ERA e .257 alla battuta contro di lui in 24 partite tutte da partente (121.0 inning). Il 18 novembre 2011 venne inserito nel roster dei New York Mets, per essere protetto dal Rule 5 Draft. Giocò con due squadre finendo con 5 vittorie e altrettante sconfitte, 2.90 di ERA e .228 alla battuta contro di lui in 23 partite tutte da partente (124.0 inning).
Nel 2012 giocò a livello AAA con i Buffalo Bisons della International League "INT" finendo con 9 vittorie e 9 sconfitte, 4.73 di ERA e .267 alla battuta contro di lui in 28 partite tutte da partente, chiudendo con un'intera partita giocata interamente (137.0 inning). Nel 2013 giocò con tre squadre finendo con nessuna vittoria e una sconfitta, 1.0 di ERA, una salvezza su una opportunità e .242 alla battuta contro di lui in 8 partite di cui 2 da partente (9.0 inning).

## Major League (MLB)

### New York Mets (2012-2018)
Debuttò nella MLB il 4 settembre 2012 al Busch Stadium di Saint Louis, contro i St. Louis Cardinals. Chiuse la stagione con nessuna vittoria o sconfitta, con 5.84 di ERA e .233 alla battuta contro di lui in 8 partite di cui una da partente (12.1 inning). Il 7 aprile 2013 venne opzionato ai Las Vegas 51s della Pacific Coast League "PCL" nella MiLB. Il 17 venne richiamato. Il 3 maggio nella vittoria contro gli Atlanta Braves ottenne la sua 1ª save. Il 9 dello stesso mese venne messo sulla lista infortunati per una tendinite al bicipite destro, il 25 iniziò la riabilitazione con i t. Lucie Mets della "FSL". L'8 giugno venne spostato sulla lista infortunati (dei 60 giorni). Il 4 settembre venne spostato nei Brooklyn Cyclones della New York-Penn League "NYP", mentre il 9 passò nei Savannah Sand Gnats della "SAL". Il 14 dopo aver concluso il periodo riabilitativo venne reinserito con i Mets. Terminò la stagione con nessuna vittoria o sconfitta, una salvezza su una opportunità, 4.22 di ERA e .293 alla battuta contro di lui in 9 partite (10.2 inning).
Nel 2014 finì con 2 vittorie e 5 sconfitte, 5 salvezze su 10 opportunità, 2.21 di ERA e .209 alla battuta contro di lui in 76 partite (3° della NL) (77.1 inning). Nel 2015 chiuse con 2 vittorie e 2 sconfitte, 43 salvezze (3º della NL) su 48 opportunità, 1.85 di ERA e .207 alla battuta contro di lui in 76 partite (78.0 inning).
Il 3 febbraio 2016 firmò un annuale per 4,1 milioni di dollari in arbitrariato. Finì con 3 vittorie e 4 sconfitte, 51 salvezze (1º della NL) su 56 opportunità, 2.55 di ERA e .220 alla battuta contro di lui in 78 partite (77.2 inning). lanciando prevalentemente una sinker con una media di 96,46 mph.
Il 13 gennaio 2017 firmò un annuale per 7,425 milioni di dollari in arbitrariato. Il 2 aprile è stato inserito nella lista dei ristretti dopo aver subito una sospensione per 15 partite. Il 15 dello stesso mese è stato assegnato in "FSL" con i St. Lucie Mets per preparare il suo rientro, dopo due giorni è stato spostato in Eastern League "EAS" con i Binghamton Rumble Ponies. Il 20 è rientrato in prima squadra.

### Oakland Athletics (2018)
Il 21 luglio 2018, i Mets scambiarono Familia con gli Oakland Athletics in cambio di Will Toffey e Bobby Wahl.

### Ritorno ai Mets (2019-2021)
Il 14 dicembre 2018, i New York Mets rimisero sotto contratto Familia con un accordo dalla durata di tre anni. Divenne free agent al termine del contratto, a fine stagione 2021.

### Philadelphia Phillies
Il 15 marzo 2022, Familia firmò un contratto annuale con i Philadelphia Phillies.

## Vita Privata
Il 31 ottobre 2016, Familia è stato arrestato con l'accusa di violenza domestica a Fort Lee, nel New Jersey. Il 15 dicembre, l'accusa fu respinta per mancanza di prove. L'arresto di ottobre è stato anche cancellato dal database della polizia.

## Nazionale
Familia ha partecipato con la Nazionale Dominicana al World Baseball Classic 2017.

## Palmarès
- MLB All-Star: 1

2016
- Leader della National League in salvezze: 1

2016
- Futures Game Selection - (2010)
- Mid-Season All-Star della "EAS" - (2011)
- Rising Stars della Arizona Fall League - "AFL" (2013)